# Théodore Bar Koni
Théodore Bar Koni ou Bar Khoni est un évêque et scholiaste nestorien de l'Église de l'Orient de la fin du VIIIe ou du IXe siècles. Son travail le plus connu est un ensemble de scholies de l'Ancien et du Nouveau Testaments.

## Biographie
Théodore Bar Koni pourrait avoir vécu pendant le patriarcat de Timothée Ier (780-823) bien que certains auteurs pensent qu'il a pu vivre un siècle plus tard. Joseph-Simonius Assemani l'identifie avec un évêque du nom de Théodore, neveu du patriarche Yohannan IV Bar Abgare (900-905), qui aurait été nommé évêque de Lashom dans la province de Beit Garmaï en 893. J.B. Chabot et Baum et Winkler le considère contemporain de Timothée Ier,.
Théodore est l'auteur de scholies de l'Ancien et du Nouveau Testaments qui auraient été écrites vers 792. Il serait aussi le dernier auteur à faire mention de Gilgamesh avant sa redécouverte, au XIXe siècle (Jean Bottéro, L'Epopée de Gilgamesh, Le grand homme qui ne voulait pas mourir, L'aube des Peuples, Gallimard, 1992).

## Œuvres
- Livre des scolies : recension de Séert
- Livre des scolies : recension d'Urmiah